# SS Titan
Pour les articles homonymes, voir Titan.
Le Titan est un remorqueur français, ayant navigué de 1894 à 1957.

## Histoire
Il a été commandé en 1889 pour le London and North Western Railway sous le nom de Cambria.
Il a ensuite été acheté par la Compagnie générale transatlantique en 1894 pour être utilisé comme remorqueur au Havre.
Le remorqueur a servi pendant de nombreuses années les cargos et les navires à passagers de la CGT, de La Champagne à Liberté.
Titan a servi au sauvetage du cuirassé Jean-Bart en 1940 avant d'être capturé par les Allemands en août 1940. Le remorqueur a ensuite été retrouvé intact à Bordeaux.
Maintenant presque 60 ans, il est rénové. Les canots de sauvetage sont reculés plus loin. Titan reprend le service des remorqueurs au Havre.
Le remorqueur est vendu pour démolition en octobre 1957 et quitte Le Havre avec les adieux d'un héros. Démoli à Saint-Nazaire après une carrière de 68 ans, 63 avec la Transat.

## Caractéristiques
Le Titan était équipé de deux cheminées hautes et minces. Le remorqueur avait un moteur 3 cylindres de 1200 chevaux et deux hélices. L'extérieur de Titan a peu changé au cours de sa carrière de 68 ans, mais pendant la restauration après la Seconde Guerre mondiale, la superstructure a été refaite et les canots de sauvetage se sont déplacés plus à l'arrière.